# Cirriformia
Genre
Cirriformia est un genre de vers annélides polychètes sédentaires de la famille des Cirratulidae (ordre des Terebellida).

## Description
La prostomium, généralement sans yeux et conique, est allongée et distinct de l'anneau buccal avec une bouche inférieure. Le péristomium présente deux ou trois annulations.

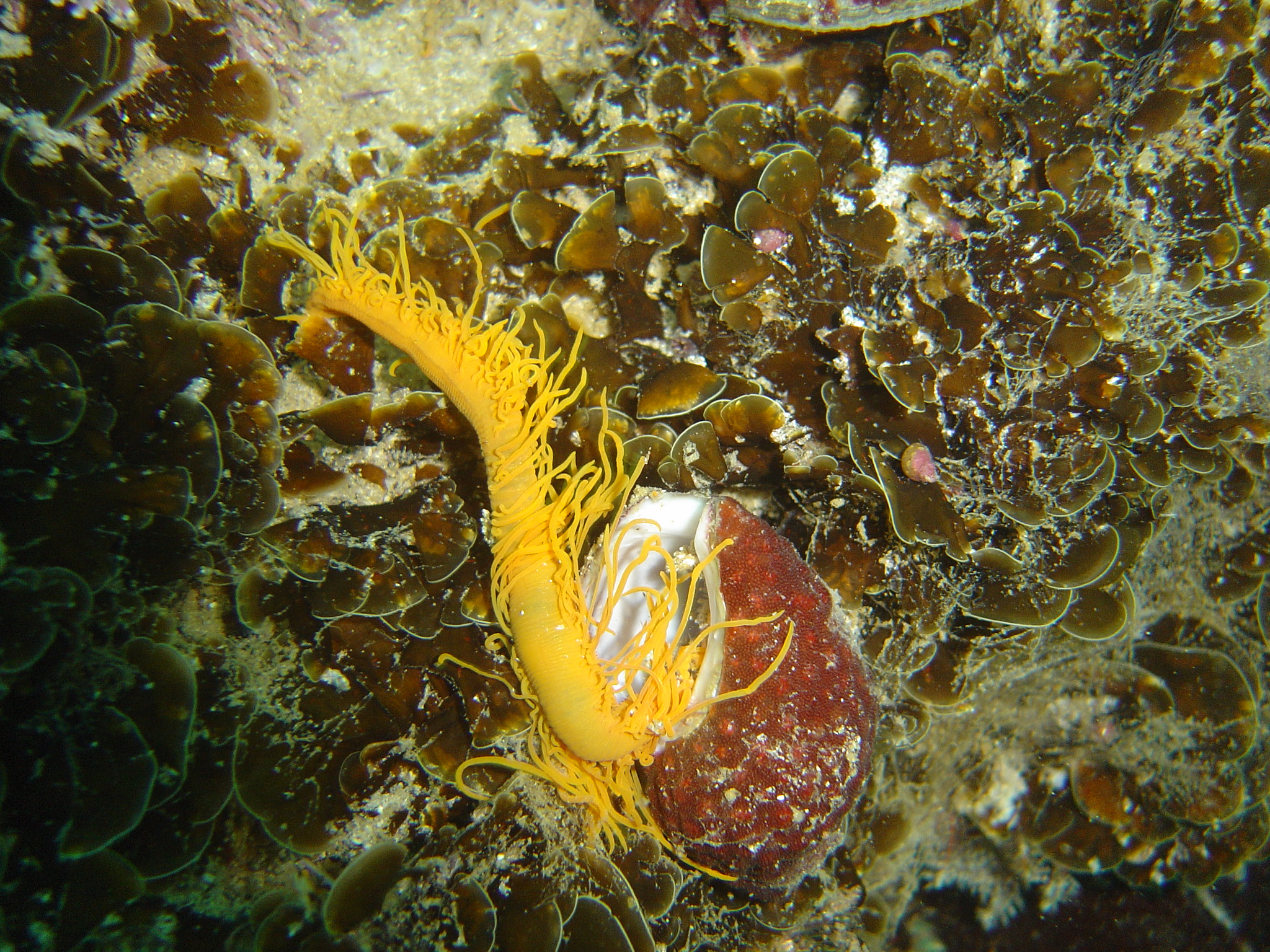
Cirriformia capensis

Le corps est cylindrique avec les premiers anneaux droit et lisses dépourvus de branchies.
Les branchies latérales sont positionnées avant les branchies dorsales et s'étendent jusque vers l'extrémité postérieure du corps,. 
Les branchies dorsales sont couvertes de poils capillaires cirrhosés serrulés-pectinés, pointus et allongés.
Les filaments branchiaux des espèces de Cirriformia restent près des lobes notopodiaux sur tout le corps, ne se déplacent pas vers le dos dans les segments médians du corps et ne forment pas de renflements branchiaux dorso-latéraux.
Les pieds arborent des soies capillaires à la rame supérieure et des acicules à la rame inférieure et parfois aux deux rames.

## Alimentation
Comme tous les cirratulidés, les espèces du genre Cirriformia sont des fouisseurs restant juste sous la surface des sédiments vaseux intertidaux et se nourrissent principalement à sa surface à l'aide de leurs palpes cannelés et ciliés qui sont utilisés pour capturer les particules de nourriture.

## Systématique
Le genre Cirriformia a été nommé par Olga Hartman (d) (1900-1974), zoologiste américaine spécialiste des vers polychètes, pour remplacer le genre Audouinia Jean de Quatrefages, 1866 déjà utilisé par Oronzio Gabriele Costa pour nommer un genre d'amphipodes en 1834 et aujourd'hui synonyme de Corophium.

### Synonymie
Cirriformia a pour synonymes :
- Audouina [auctt.]
- Audouinea [auct. lapsus]
- Audouinia Quatrefages, 1866
- Cirratulus (Audouinia) (Quatrefages, 1865)
- Labranda Kinberg, 1866

### Liste des espèces
Selon World Register of Marine Species (8 juillet 2024) :
- Cirriformia afer (Ehlers, 1908)
- Cirriformia capensis (Schmarda, 1861)
- Cirriformia capixabensis Magalhães, Seixas, Paiva & Elias, 2014[1]
- Cirriformia chefooensis (Grube, 1877)
- Cirriformia chicoi Magalhães, Seixas, Paiva & Elias, 2014[1]
- Cirriformia chrysodermoides Pillai, 1965
- Cirriformia crassicollis (Kinberg, 1866)
- Cirriformia filigera (Delle Chiaje, 1828)
- Cirriformia grandis (Verrill, 1873)
- Cirriformia limnoricola Kirkegaard & Santhakumaran, 1967
- Cirriformia maryae Silva, 1961
- Cirriformia moorei Blake, 1996
- Cirriformia multitentaculata Hartmann-Schröder & Rosenfeldt, 1989
- Cirriformia nasuta (Ehlers, 1897)
- Cirriformia pentatentaculata Hartmann-Schröder & Rosenfeldt, 1989
- Cirriformia quetalmahuensis Hartmann-Schröder, 1962
- Cirriformia saxatilis (Gravier, 1905)
- Cirriformia semicincta (Ehlers, 1905)
- Cirriformia spirabrancha (Moore, 1904)
- Cirriformia spirabranchia (Moore, 1904)
- Cirriformia tentaculata (Montagu, 1808)
- Cirriformia tortugaensis (Augener, 1922)
- Cirriformia violacea Westheide, 1981
- Cirriformia websteri (Verrill, 1900)

### Publication originale
- (en) Olga Hartman, « Nomenclatural changes involving California polychaete worms », Journal of the Washington Academy of Sciences, États-Unis, vol. 26, no 1,‎ 1936, p. 31-32 (ISSN 0043-0439, e-ISSN 2573-2110, lire en ligne, consulté le 8 juillet 2024).